# ایان رتری
ایان رَتری (انگلیسی: Iain Rattray) بازیگر اهل بریتانیا است.
از فیلم‌ها یا مجموعه‌های تلویزیونی که وی در آن‌ها نقش داشته‌است، می‌توان به تلفات، پوآرو و دکتر هو اشاره نمود.